# Pîrlița (Soroca)
Pîrliţa è un comune della Moldavia situato nel distretto di Soroca di 837 abitanti al censimento del 2004.

## Località
Il comune è formato dall'insieme delle seguenti località (popolazione 2004):
- Pîrliţa (525 abitanti)
- Vanţina (306 abitanti)
- Vanţina Mică (6 abitanti)